# 李玉茹
李玉茹（1924年7月—2008年7月11日），北京人，中國京劇演員。

## 生平
1924年7月在北京出生，北京中华戏曲专科学校（1932年到1940年間在讀）畢業，工旦行，是王瑶卿、梅兰芳、程砚秋的入室弟子。曾與楊寶森、馬連良、李少春、譚富英、周信芳、王燮元、查長生、郝德泉、張鑫海等京劇藝術家合作。曾參加《宋士杰》（琴師郝德泉，鼓師張鑫海）、《尤三姐》（琴師查長生，鼓師王燮元）等京劇電影的攝製。京劇團隊公私合營后參加國營劇團，獲評中國國家文藝1級的正高級職稱，1955年3月起參加上海京劇院，長年擔任主要演員和京劇藝術指導，辭世前仍擔任藝術顧問。
2008年7月11日因肺癌在上海病逝。

## 著作
著有《小女人》、《李玉茹谈戏说艺》等書。

## 家庭
她是曹禺第三任妻子，並參加中国共产党。李玉茹嫁给曹禺前曾结婚，有两个女儿，一名李莉，另一名李如茹。